# 玉蓮臺童黨毆殺少年案
玉蓮臺童黨毆殺少年案是2007年在香港發生的一件命案，15歲少年胡羽熹因為與一群童黨在網吧發生衝突而相互結怨，數天後的2007年8月25日晚上，15名童黨成員到玉蓮臺向少年復仇，少年最終被圍毆致死。經警方調查後，先後拘捕及起訴涉案其中5名成員，分別被控以謀殺或誤殺罪名。2009年，香港高等法院先後裁定5名被告罪名成立，各被判處服刑5年至終身監禁不等。現時2名涉案主謀仍在潛逃。

## 背景
案中受害者胡羽熹（15歲），原在天主教鳴遠中學就讀中三，其體育能力出眾，是校內籃球隊代表，亦非品行惡劣的滋事份子，但學業成績平平。2007年初，他在將軍澳的球場打籃球時結交一些有黑社會新義安背景的損友，更順勢跟隨活躍於牛頭角的小頭目「老鼠發」，自此便縱情與朋友不斷吃喝玩樂的生活，他們經常去的士高泡妞、網吧打遊戲，曠課了3個月後，至6月決定退學，轉讀校外酒店管理課程。「老鼠發」經常與童黨在玉蓮臺聚集，胡羽熹亦跟隨他們在該處無所事事地玩樂。

## 案發經過

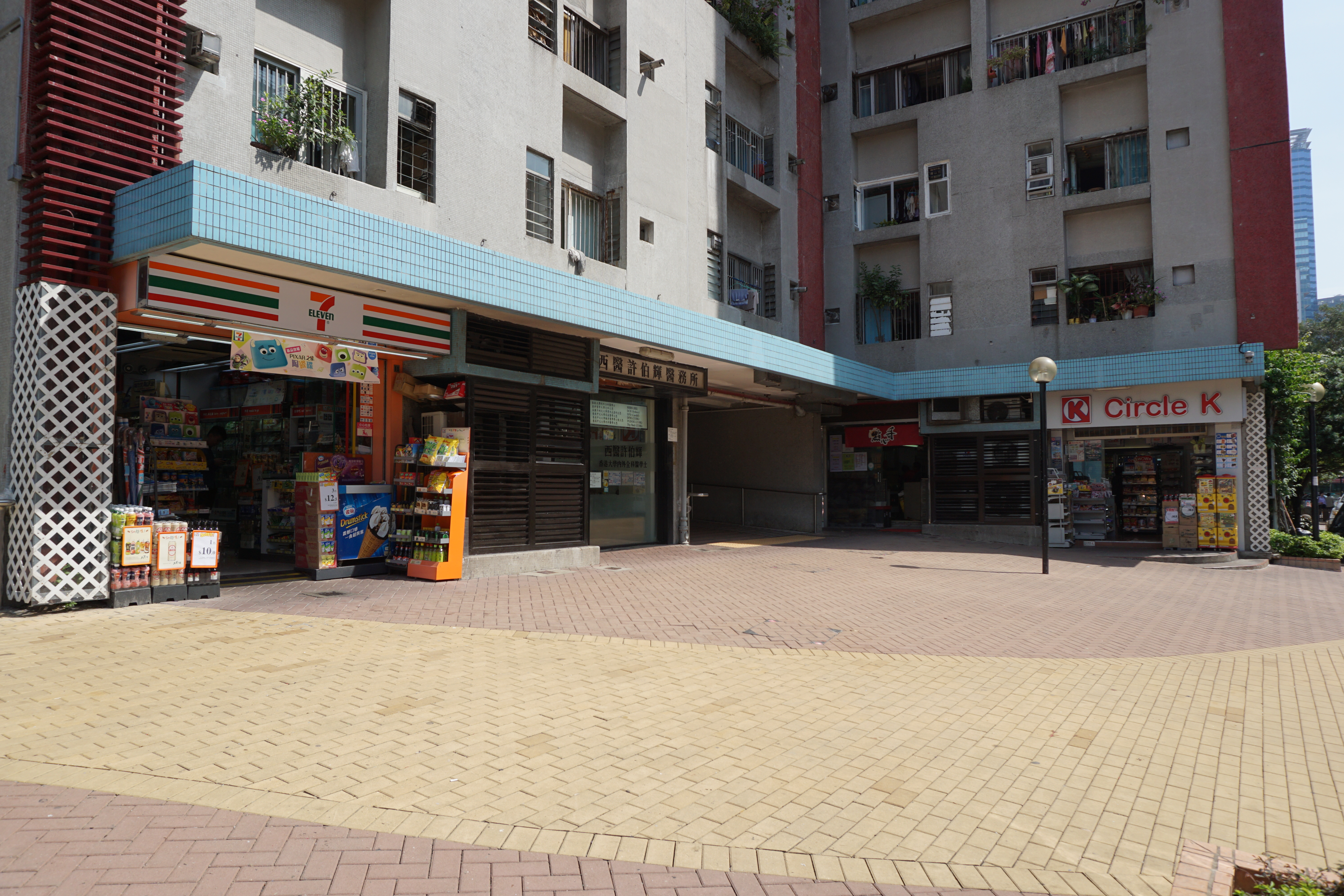
案發位置

2007年8月中旬晚上，胡羽熹與「老鼠發」等朋友到觀塘的「365網吧」打遊戲。網吧內有另一群童黨，以黎建邦（綽號「Billy」）為首，一行數人來到打遊戲。胡羽熹在打遊戲途中，突然遭黎建邦關掉電腦遊戲，胡羽熹及「老鼠發」等人感到不忿，隨即與黎建邦發生口角，繼而動武，期間胡羽熹隨手拾起鐵棍指嚇黎建邦，黎建邦只好忍氣離開。數晚之後，黎建邦與童黨來到玉蓮臺附近的一家遊戲機中心，黎建邦期間憤怒地表示前幾天晚上曾遭「老鼠發」等人襲擊，臉上因被拳打而留有瘀傷，於是和童黨商量復仇計畫。
8月25日，黎建邦與其朋友伍家樂電召童黨及一群不在童黨內部的青少年到遊戲機中心的後巷見面。隨著有10多人來到，伍家樂拿出預先準備好放在後巷內的一袋鐵棍，指要用鐵棍圍毆。然後，黎建邦要求成員李卓華、文嘉達和陳子豐去玉蓮臺辨認出經常在該處流連的「老鼠發」等人。隨後全部童黨一起到附近的茶餐廳商討戰略。約晚上8時，胡羽熹和包括「老鼠發」在內的5名朋友消遣後，來到玉蓮臺的一處石長椅玩撲克牌及閒聊。至晚上10時40分左右，文嘉達和陳子豐見「老鼠發」等人已經出現便通知童黨，童黨立即回到後巷集合，伍家樂著童黨成員黃達思分發鐵棍給其餘人，最後黎建邦、伍家樂、黃達思及臨時被找來的陳浚銘等人拿到鐵棍。童黨隨即分兩批跑向玉蓮臺露天廣場左右兩旁的樓梯，包抄「老鼠發」等人，「老鼠發」等人見狀立即四散逃跑。胡羽熹逃往九龍灣方向不果，折返第三座對出的空地時，見正在進行工程並圍有圍欄，遂打算跨過去，惟不慎被絆倒，童黨因而追上胡羽熹。手執鐵棍的伍家樂、黎建邦及黃達思等童黨立即包圍胡羽熹揮棍毆打、亦有部分狠踢，另有3名童黨站在一旁把風；童黨圍毆胡羽熹期間，均目露兇光、默不作聲，胡羽熹則被毆至無法呼救。有不少居民目擊圍毆過程，礙於怕被秋後算賬而不敢阻止。

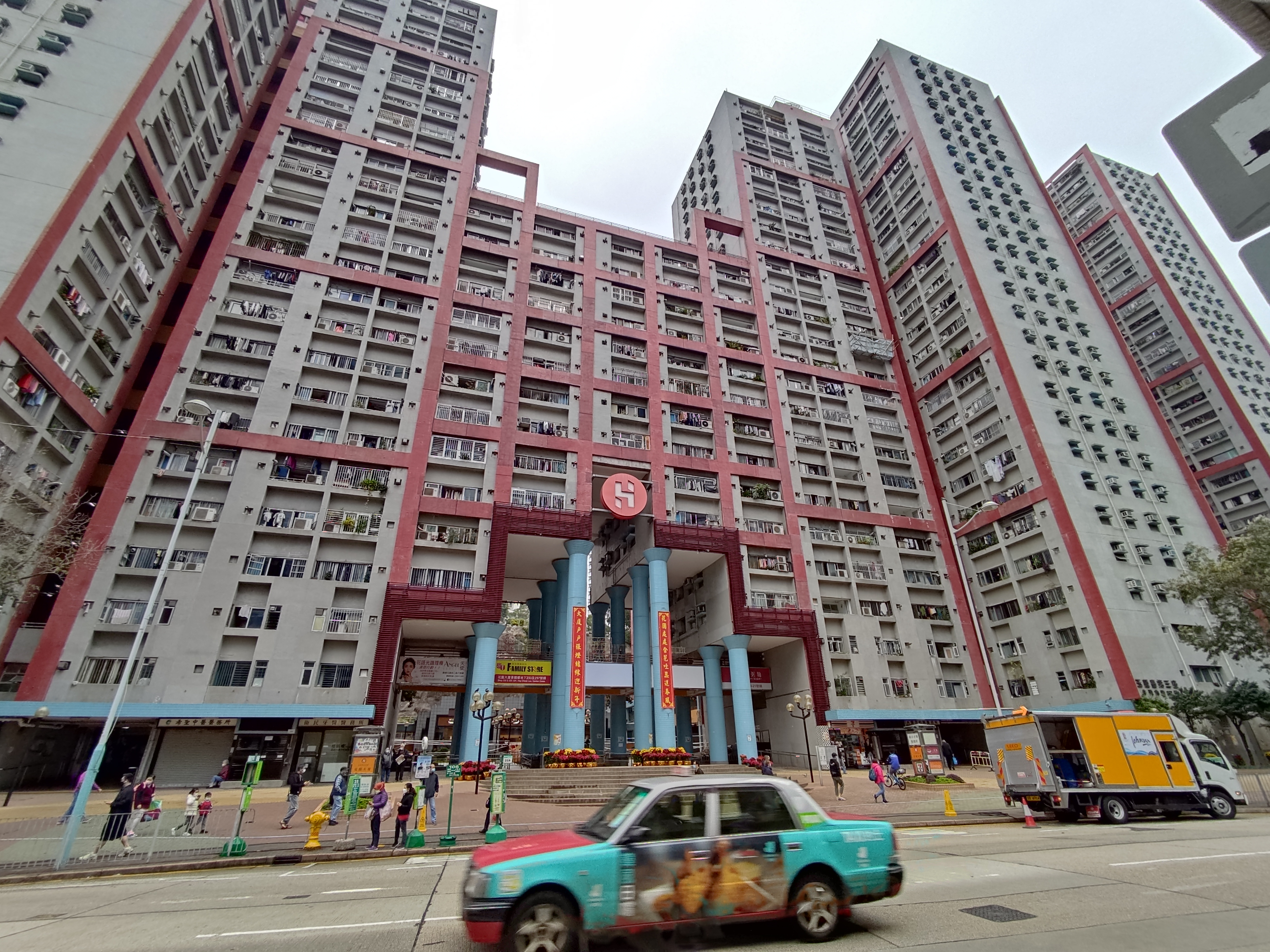
案發地點

圍毆了1分鐘後，「老鼠發」折返營救胡羽熹，他大喝一聲嚇退童黨，並打電話要求同門支援及報警。大部分童黨即時向觀塘方向逃跑，但數名拿著鐵棍的童黨繼續毆打胡羽熹數次才離開。警方及救護員接報到場，將胡羽熹送往聯合醫院，隨後再轉往伊利沙伯醫院，惟因被多次重擊導致頭骨爆裂及多處肋骨折斷，搶救4小時後在翌日凌晨2時40分不治。另一邊廂，童黨則到大角嘴的麵店商討善後事宜，然後便各散東西回家。警方在案發後隨即展開調查，四出搜集情報，花了4天即鎖定多名目標青年，於8月27日起在觀塘區拘捕至少7名童黨。惟主謀黎建邦與伍嘉樂仍未被拘捕。

## 審訊
2008年11月11日，案件在香港高等法院開審，起訴5人，包括朱耀強、黃達思、文嘉達、陳子豐及陳浚銘，各人均被控告謀殺罪名，全部被告否認控罪；另外有李卓華（英語：Li Cheuk Wa）、崔卓軒（英語：Chui Cheuk Hin）等3名涉案童黨成員轉為污點證人。控罪指5名被告聯同另外8名童黨，與正在潛逃的黎建邦及伍嘉樂在2007年8月25日於玉蓮臺第三座外謀殺15歲少年胡羽熹。控方道出開案陳詞，指出胡羽熹於案發前1個月與童黨首領黎建邦在「365網吧」相遇，黎建邦突然強行把胡羽熹的電腦遊戲關掉，雙方因而發生爭執，期間胡羽熹取來鐵棍恐嚇黎建邦。黎建邦心感不忿，便與朋友伍嘉樂召來另外15名童黨，帶備鐵棍，於案發當晚在玉蓮臺一帶找胡羽熹報復，最終胡羽熹被童黨圍毆重創，翌日死亡。（案件編號﹕HCCC 85/2008）

### 證人作供
玉蓮臺第三座的一名居民出庭作供，指2007年8月25日晚上10時40分左右，他歸家途中突然聽到一聲巨響，應聲看去見胡羽熹被街道工程的竹棚絆倒，隨即有12至13名身穿深色衣服的男子從後追上。當中有4至5人手持鐵棍毆打胡羽熹的頭部和身體，沒有武器在手的人則腳踢胡羽熹，部分人在旁圍觀。1分鐘後，居民見形勢不妥立即報警求助；不久也有與胡羽熹相熟的人（即「老鼠發」）從附近巴士站大喝一聲，將大部分襲擊者嚇退，即時向觀塘方向逃跑，但仍有2至3人以鐵棍毆打胡羽熹數次方才離開。該嚇退襲擊者的人立即上前擁着胡羽熹，同時致電友人要求增援。居民在警方到場前離開現場。
李卓華、崔卓軒等3名污點證人表示，他們各因爲未能及時與童黨通過設有密碼鎖的通道而沒有到達案發現場、或是在分發鐵棍時沒有拿而免於起訴。他們表示，襲擊時與首被告朱耀強站在一旁觀看，當胡羽熹被童黨按在地上圍毆時，他們感到很害怕。控方亦問及其餘被告的參與程度，他們表示有看見次被告黃達思與4名童黨同時腳踢胡羽熹，隨後跟著童黨一起逃跑。李卓華亦指出，他本來負責辨認「老鼠發」等人的角色，但由於其視力不好，而把辨認工作交給第3被告文嘉達及第4被告陳子豐。另外，他曾向在現場的朋友忠告「不要隨便拿武器」，惟第5被告陳浚銘沒理會忠告，從第2被告黃達思手上接過鐵棍；但他卻沒有看見陳浚銘出現在襲擊過程內，只在逃離現場時才遇到，然後陳浚銘將手裡的鐵棍扔進垃圾袋處理。

### 被告供詞
首被告朱耀強自辯指出，2007年8月27日，他被黎建邦約到一條後巷見面，他到場見另外10多名童黨亦有應約。黎建邦表示他在數晚之前被「老鼠發」等人襲擊，故想要教訓「老鼠發」等人，並拿出一袋子武器，要求童黨各從袋子拿起鐵棍。朱耀強很快意識到是次會面是要準備襲擊「老鼠發」等人，而且要造成「老鼠發」等人重傷，但仍然決定隨童黨到玉蓮臺。童黨在玉蓮臺發現屬「老鼠發」一方的胡羽熹，便馬上追趕，朱耀強亦跟著追。胡羽熹被追上後隨即被童黨圍毆，而他則和另外2名童黨站在30米外的半圓樓梯上旁觀。襲擊過後童黨逃往麵店。控方表示，雖然朱耀強沒有直接傷害胡羽熹，但由於他明知道童黨的復仇行動是要使用嚴重暴力，及在襲擊過程中只站在一旁，並沒有加以阻止，導致胡羽熹死亡，因此需要控以謀殺罪名。
次被告黃達思錄取口供時指，他知道黎建邦被襲擊而且想要復仇，所以在伍嘉樂的要求下幫忙分發鐵棍，他當時認為鐵棍只是用來嚇唬敵方，並沒想過打人。同時他否認自己曾毆打胡羽熹，也不知道為何要跟著童黨前往復仇。
第3被告文嘉達指出，他沒有出席2007年8月25日的襲擊行動，但他曾在「365網吧」目睹胡羽熹與黎建邦的衝突過程。數天後的8月25日，他和黎建邦在一間遊戲機中心遊玩，期間黎建邦透露被「老鼠發」等人襲擊而受了輕傷，故打算當晚復仇，並問他會否參與。他不知道該如何拒絕，而且認為黎建邦是被毆傷，故復仇方式頂多也只會拳腳相向，因而答應參與。惟準備襲擊前，他發現要使用鐵棍，因而不想再參與其中，和朋友陳子豐留在遊戲機中心內徘徊。隨後，陳子豐接到朋友李卓華來電，要求他們負責辨認「老鼠發」等人，由於李卓華表示視力不好，因此叫曾經見過「老鼠發」的他們到玉蓮臺露天廣場觀察「老鼠發」等人是否已經到達。他們成功辨認「老鼠發」等人後前往附近的7-Eleven，沒有參與襲擊，期間他致電李卓華，想李卓華匯報情況；等待約10分鐘後，李卓華表示襲擊完結，他們立刻與童黨匯合乘車到麵店，他到現場看見遇襲的胡羽熹躺了在地上，且有許多警察正在調查。他表示自己沒有參與策劃襲擊，亦沒有預料會毆斃任何人。

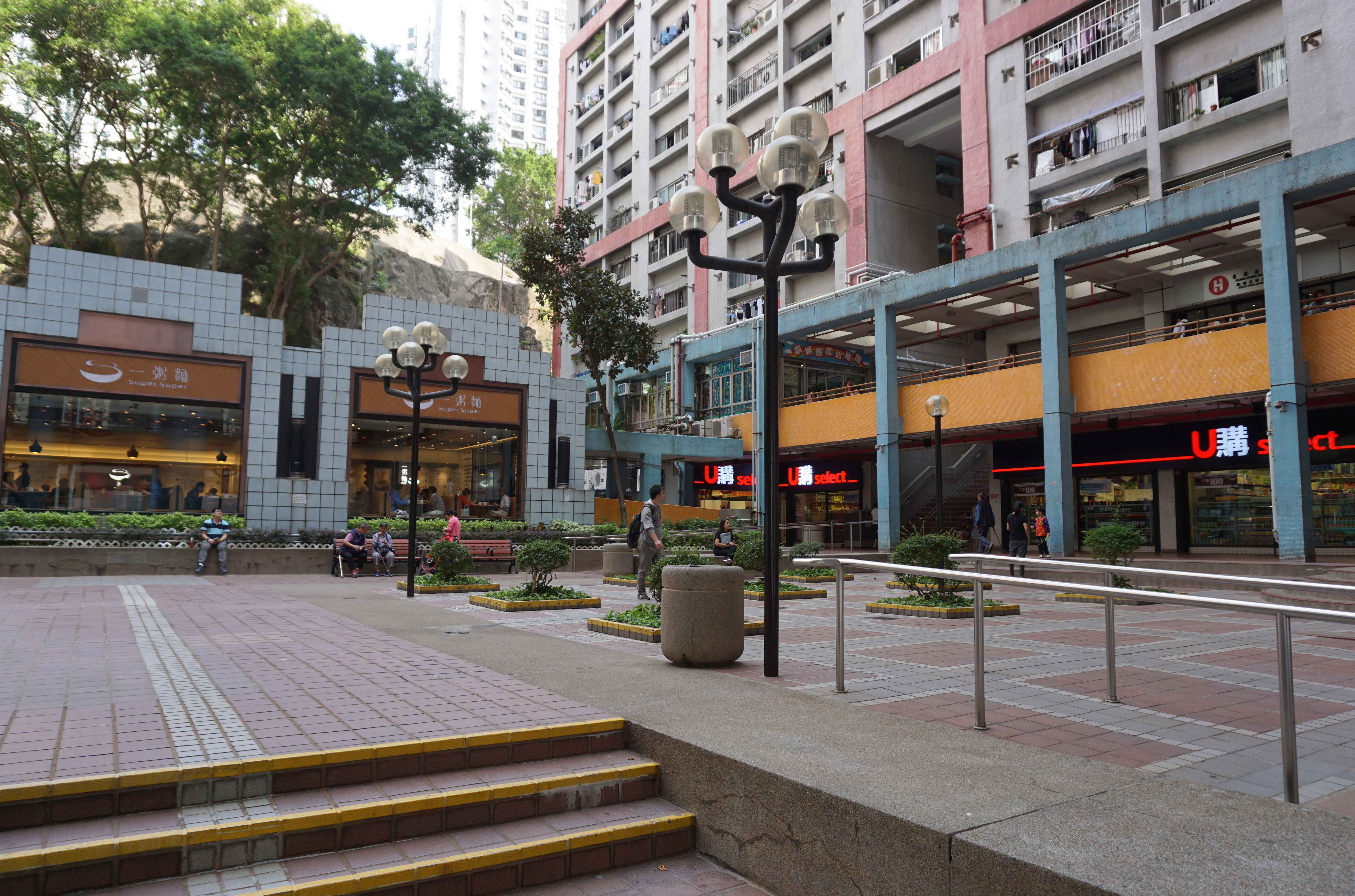
「老鼠發」等人經常流連的玉蓮臺露天廣場

第4被告陳子豐表示，他和其朋友文嘉達一起目睹黎建邦與胡羽熹在「365網吧」發生衝突。至8月25日，黎建邦致電要求他到玉蓮臺附近的遊戲機中心匯合，拿鐵棍向「老鼠發」一群人復仇，他見要使用到鐵棍，覺得有可能會造成重傷，因此不太願意參與。黎建邦接着派遣他和文嘉達辨認「老鼠發」等人，他們走到襲擊地點旁的巴士站視察，並遇見朋友李卓華，李卓華表示他視力不好，想讓他們去更容易觀察「老鼠發」等人的地方。最終他依照指示成功找到「老鼠發」等人，令復仇順利進行。同時他致電李卓華，李卓華問他們會否幫忙襲擊「老鼠發」等人，但他不懂如何拒絕而沒有回答。然後他們到附近的7-Eleven，再致電李卓華詢問有關幫忙襲擊後的報酬。待襲擊過後，他們跟著童黨乘車到麵店，他在麵店亦希望得知童黨有否造成「老鼠發」等人重傷。他以沒有直接參與襲擊及在探察敵方時沒想過會造成敵方死亡作為其辯護理由。
第5被告陳浚銘供稱，他有拿着鐵棍為黎建邦壯大聲勢，因而被控方指是童黨核心成員。2008年8月25日，他應約與伍嘉樂在後巷見面，抵達後發現幾乎完全不認識在場的其他童黨。黎建邦要求在場童黨參與毆鬥，陳浚銘初時以為只會簡單地拳腳相向便完成，故爽快答應，惟隨即被黃達思發獲鐵棍，他頓時感到很意外，然後便被指示跟着童黨襲擊敵方。到達玉蓮臺，他跟隨黎建邦、朱耀強及黃達思見屬於敵方的胡羽熹及其朋友，便立即手持鐵棍追着，但沒有毆打過胡羽熹。襲擊後，他和童黨回到後巷處理鐵棍，然後一起去麵店。案發翌日，他從報紙得知胡羽熹不治，故馬上告知母親他參與襲擊。他解釋，襲擊時他僅假裝追著胡羽熹，好讓伍嘉樂以為他有盡力報復，因為他認為不參與襲擊就會遭伍嘉樂等人毆打，而沒勇氣拒絕參與。

## 判決
2009年1月21日及2月17日，5名被告在接受判決。主審法官包鍾倩薇指，各被告在有預謀下串謀以武力尋仇，釀成胡羽熹喪命的悲劇；但鑑於部分被告年輕且受主腦黎建邦唆擺，故決定行駛對青少年罪犯謀殺罪成的酌情權，不判處案發時未成年的被告終身監禁，而根據參與程度判刑。
由5男4女組成的陪審團退庭商議8小時後，一致裁定除了文嘉達謀殺罪名不成立而改為誤殺罪成外，其餘4名被告均謀殺罪名成立。由於朱耀強案發時年滿18歲，故即時被判處終身監禁。至於黃達思、文嘉達、陳子豐及陳浚銘等4名在案發時未成年的被告，則待法官索閱背景報告後，在2月17日被分別判處監禁20年、5年、16年及18年。

### 上訴
2011年，5名被告不服判決，向法院提出上訴。1月20日，上訴法庭指，第3被告文嘉達沒有直接導致胡羽熹死亡，也沒有證據證明文嘉達知道童黨會使用鐵棍進行襲擊，他在分發武器時並不在場，證據亦顯示他不會預計到童黨會在襲擊中用到武器，故判他上訴得直，撤銷定罪和刑罰。（上訴案件編號：CACC 27/2009）
10月21日，首被告朱耀強、第4被告陳子豐和第5被告陳浚銘上訴至終審法院，惟終審法院指謀殺及集體毆鬥是非常嚴重的罪行，即使各被告是青年，亦必須判以重刑，故沒有理據推翻高等法院的裁決，駁回上訴，維持原判。（終審法院案件編號：FAMC 19 & 20/2011）

## 注解
1. 1 2 3 4 5 6  仍未被拘捕的涉案成員
2. ↑  大部分涉案成員只因被電召而到場參與，與黎建邦及伍家樂不熟悉。[6]
3. 1 2  音譯

## 外部連結
- HKSAR v. CHU YIU KEUNG AND OTHERS HCCC 85/2008（依例判處終身監禁的報告）（英文）
- HKSAR v. WONG TAT SZE AND OTHERS HCCC 85/2008 （页面存档备份，存于）（黃達思、文嘉達、陳子豐、陳浚銘的判刑報告）（英文）
- HKSAR v. CHU YIU KEUNG AND OTHERS CACC 27/2009 （页面存档备份，存于）（上訴法庭判詞）（英文）
- CHU YIU KEUNG v. HKSAR FMAC 19 & 20/2011 （页面存档备份，存于）（終審法院判詞）（英文）